# سيد شهاب الدين السلفي فردوسي
مولانا سيد شهاب الدين السلفي فردوسي (1956 - 2018) هو مفكر إسلامي، المؤلف والأخصائي الاجتماعي۔ ھو أسس بنك الدم المسماة أطهر بنك الدم في عام 2012 في سولابور، الهند۔ 

## النشأة والتعليم
ولد سيد شهاب الدين سلفي فردوسي في عام 1375هـ/1956م من عائلة متدينة في قرية بابوسلیمبور بمدینة دربنجة فی ولایة بیھار بالھند۔ تخرج من المدرسة الإسلامية دارالعلوم الأحمدية السلفية، دربهانجا عام 1971۔ بعد انتقاله إلى سولابور في عام 1981، كتب «ميري نماز» (صلاتي)۔

## الحياة العمل
مولانا سيد شهاب الدين سلفي فردوسي أسس بنك للدم تحت ثقة الجمهور «جمعية أطهر للأقليات الاجتماعية والرفاهية» في سولابور في عام 2012 ۔ كما بنى مسجد «مسجد السلام» في أمبيدكار نگر، سولابور۔
قام بتأليف العديد من الكتب عن الإسلام، بما في ذلك سيرة النبي محمد صلی اللہ علیہ وسلم والتي تحمل اسم «سیرت بدرالدجیٰ» باللغة الأردية۔ و «الطلاق الطلاق الطلاق» ۔ كتاب يفصل الزواج، إجراءات الطلاق في الإسلام۔
وقد ندد الطلاق الثلاثي وزواج التحليل(المقصود بزواج التحليل هو زواج المطلقة ثلاثا لتحل لزوجها الأول) قبل الحكم المحكمة العليا- الهند، واصفا اياها غير إسلامية وأداة لقمع النساء۔
ودعا أيضا إلى نقل مسجد بابري في أيوديا في مصلحة أكبر من المسلمين الهنود۔
الدورالذي لعبه مولانا خلال أعمال الشغب في سولابور في أكتوبر 2002، أشاد به أصغر علي المهندس الذي كتب: «وينبغي أيضا أن نذكر هنا أن الدور الذي قام به مولانا شهاب الدين السلفي جدير بالثناء۔ لقد قام بمكبوت الشباب المسلم في منطقة سہارا نگر وأسرا نگر، وإلا عانى المسلمون من أضرار أكثر بكثير۔ الشباب المسلمون كانوا عنيفين جدا في سلوكهم۔ وكان ضبط النفس والحكمة يمارسها مولانا، وكذلك مفوض الشرطة السيد» مورے«الذي أنقذ الوضع، مولانا أيضا حماية حياة الكثيرين الهندوسية في هذه المجالات» ۔

## الوفاة
توفي مولانا فردوسي في 2 أبريل 1440هـ/2018م بسبب نوبة قلبية في مسكنه بونه۔ ودفن في کوندوہ گوٹھان مقبرة الإسلامية في بونه، الهند۔